# Клубный кубок UNCAF 1982
1. перенаправление Турнир Фратернитад 1982